# Dughmush-klanen
Dughmush-klanen (دغمش) är en mäktig palestinsk släkt, verksam i Gazaremsan.
Släkten Dughmush är ökänd för utpressning, smuggling, vapenhandel och hänsynslösa avrättningar av konkurrenter. Dughmush-klanen har därför kallats "Gazas Sopranos".
Medlemmar av denna klan har bildat den väpnade gruppen Islams armé, bäst känd för kidnappningen av den brittiske journalisten Alan Johnston 2007.